# Wim van der Voort
Wim van der Voort ('s-Gravenzande, 1923. március 24. – Delft, 2016. október 23.) olimpiai ezüstérmes holland gyorskorcsolyázó.

## Pályafutása
1951-ben az oslói Európa-bajnokságon ezüstérmes volt. A következő évben, ugyancsak Oslóban rendezett téli olimpián 1500 méteren ezüstérmet szerzett. 1953-ban a helsinki világbajnokságon bronzérmes, a hamari Európa-bajnokságon ezüstérmes volt.

## Sikerei, díjai
- Olimpiai játékok
  - ezüstérmes: 1952 – Oslo, 1500 m
- Világbajnokság:
  - bronzérmes: 1953 – Helsinki
- Európa-bajnokság
  - ezüstérmes: 1951 – Oslo, 1953 – Hamar